# Edward Fenech Adami
Eddie Fenech Adami (Birkirkara, 7 de febrero de 1934) es un político y expresidente de Malta.
Cursó sus estudios en la Universidad de Malta y se licenció en Ciencias Económicas y se doctoró en Derecho. Miembro del Partido Nacionalista de Malta, fue elegido por vez primera para la Cámara de Representantes en 1969. Trabajó como abogado hasta 1981 y dirigió la revista Il-Poplu. Fue nombrado primer ministro en 1987 hasta 1996 y después desde 1998 a 2004. Defensor de la integración de Malta en la Unión Europea, convocó un referéndum en 2003 que aprobó la integración. Fue elegido presidente de la República en 4 de abril de 2004. Se casó con Mary Sciberras y tuvieron cinco hijos John, Beppe, Michael, María y Luigi. 
Eddie Fenech Adami es Miembro Honorario de la Fundación Internacional Raoul Wallenberg.
| Predecesor: Guido de Marco                     | Presidente de la República de Malta 2004 - 2009  | Sucesor: George Abela               |
| Predecesor: Karmenu Mifsud Bonnici Alfred Sant | Primer ministro de Malta 1987 - 1996 1998 - 2004 | Sucesor: Alfred Sant Lawrence Gonzi |

- Datos: Q152511
- Multimedia: Edward Fenech Adami / Q152511